# Chicoacán 1.ª Sección
Chicoacán 1.ª Sección o Colonia Los Silos, es una localidad del municipio de Huimanguillo ubicado en la subregión de la Chontalpa del estado mexicano de Tabasco.

## Geografía
La localidad de Chicoacán 1.ª Sección se sitúa en las coordenadas geográficas 17°39′39″N 93°27′59″O / 17.660833, -93.466389, a una elevación de 39 metros sobre el nivel del mar.

## Demografía
Según el Conteo de Población y Vivienda 2020, efectuado por el Instituto Nacional de Estadística y Geografía, la localidad de Chicoacán 1.ª Sección tiene 428 habitantes, de los cuales 219 son del sexo masculino y 209 del sexo femenino. Su tasa de fecundidad es de 2.48 hijos por mujer y tiene 120 viviendas particulares habitadas.
| Gráfica de evolución demográfica de Chicoacán 1.ª Sección entre 1995 y 2020 |
|                                                                             |
| INEGI.                                                                      |